# Mooresville (Indiana)
Mooresville é uma cidade  localizada no estado americano de Indiana, no Condado de Morgan.

## Demografia
Segundo o censo americano de 2000, a sua população era de 9273 habitantes.
Em 2006, foi estimada uma população de 11.347, um aumento de 2074 (22.4%).

## Geografia
De acordo com o United States Census Bureau tem uma área de
14,3 km², dos quais 14,3 km² cobertos por terra e 0,0 km² cobertos por água.

## Localidades na vizinhança
O diagrama seguinte representa as localidades num raio de 16 km ao redor de Mooresville.